# René Blieck
Pour les articles homonymes, voir Blieck.
René Blieck (Schaerbeek, 1er mai 1910 – Baie de Lübeck, 3 mai 1945) était un poète, avocat et résistant communiste belge.

## Biographie
Originaire de la proche banlieue bruxelloise, René Blieck fit des études de droit à l’Université libre de Bruxelles, où il adhéra au mouvement des étudiants marxistes. Il fit partie ensuite du Comité de surveillance des intellectuels antifascistes et s’engagea en faveur de la paix mondiale. Travaillant comme avocat à la cour d’appel de Bruxelles, il fut en même temps rédacteur de plusieurs publications ouvrières, écrivain et poète. 
Membre éminent du parti communiste, il collabora à des revues clandestines et apporta son concours à des opérations de résistance sous l’occupation allemande. Il fut arrêté par la Gestapo le 22 juin 1941 lorsque les Allemands envahirent l’Union soviétique. Il fut interné dans le camp de concentration de Neuengamme, non sans en être passé d’abord par le sinistre fort de Breendonk, de juin à septembre 1941. Il joua un rôle actif dans le mouvement de résistance qui existait dans le camp même, jouant notamment le rôle d’agent de liaison avec les prisonniers politiques français qui arrivèrent dans le camp en 1944. Durant son séjour à Neuengamme, il écrivit secrètement, sur des bouts de papier dérobés, des poèmes, que ses camarades et lui-même apprenaient ensuite par cœur. 
Lors de l’évacuation du camp vers la fin de la guerre, ne voulant pas quitter ses compagnons français, il périt avec eux quand, le 3 mai 1945, l'aviation britannique fit couler dans la baie de Lübeck le paquebot Cap Arcona sur lequel on les avait embarqués.
Un prix littéraire belge porte son nom.

## Œuvres
- Poèmes pour Éliane (avec une préface de Roger Bodart), Éditions de l'Avant-Poste, Verviers 1931.
- L'Expédition vers la terre, poèmes, Cercle d'art de l'U.L.B., Bruxelles 1934.
- Brumes du monde, poèmes, 1931-1938, Éditions Germinal, Bruxelles 1938.
- Poèmes : 1937-1944 (avec une préface de Paul Éluard), Les Écrivains Réunis, Lyon 1954.